# Диџорџов синдром
Диџорџов синдром је генетски поремећај узрокован делецијом 22. хромозома, који се карактерише ћелијском имунодефицијенцијом која настаје услед поремећаја развоја трећег и четвртог шкржног лука током ембриогенезе, и одсуством десцензуса тимуса у предњем медијастинуму. Код болесника који имају потпуно одсуство тимуса клиничка слика и склоност инфекцијама је идентична као код болесника са тешком комбинованом имунодефицијенцијом. Смртност код Диџорџов синдром је висока током прве године по рођењу, углавном због срчаних мана.

## Називи
Диџорџов синдром, — Хипоплазија тимуса и паратиреоидее — Синдром треће и четврте фарингеалне кесице — Велокардио-фацијални синдром (velocardiofacial syndrome (VCFS), — Шпринценов синдром (Shprintzen syndrome), — Такао синдром, Седлаков синдром,

## Историја
Диџорџ је 1965. године прво описао пацијента са хипопаратиреоидизмом и ћелијским недостатком имунитета и секундарном типичном хипоплазијом. Убрзо се списак малформације укључен у овај синдром проширин и обухватио је друге недостатке грана трећег и четвртог шкржног лука као и дисморфне црте лица.
Шпринтзен је дестак година касније (тачније 1978) пријавио групу деце са расцепом непца или вело-фарингеалном компетенцијом, срчаним оштећењима и израженим носом (вело-кардио-фацијални синдром). Накнадно је утврђено да појединци са вело-кардио-фацијалним синдромом и већина оних са стањем које је описао Диџорџ имају делецију хромозома 22к11.2. Данас се зна да су оба ова поремећаја заправо различите манифестације истог генетског оштећења.

## Епидемиологија
Процењује се да је инциденција Диџорџовог синдрома 1 : 2.000 до 1: 4.000 живорођених. Како је ова процена заснована само на већим оштећењима она може бити потцењена, јер неке особе имају благе симптоме и због тога можда нису формално дијагностиковане. То је један од најчешћих узрока интелектуалне инвалидности услед синдрома генске делеције или делецијске мутације.
Нису утврђене разлике у инциденцији синдрома између дечака и девојчица.
Студије
Тачну преваленцију је тешко проценити, јер број дијагностикованих особа зависи од искуства и свести о синдрому код стручњака који се сусрећу са овом децом, као и од тежине фенотипа. На то указују нпр. шведска демографска студија, спроведена у западној Шведској, у којој је преваленција процењена на 13,2 : 100.000 живорођених. Док је у Гетеборгу, специјализовани мултидисциплинарни тим установио и много већу преваленцију, 23,3 : 100.000.
Прогноза
Очекује се да ће број оболелих у 21. веку порасти због више разлога:
Прво — напредка медицине, и пре свега кардиохирургије, резултовао је већим бројем преживљава болесника са срчаним мана повезаним са овим синдромом. Тако особе са Диџорџовим синдромом сад могу да рађају децу, код које је могућност да добију ову боелст око 50% за сваку трудноћу.
Друго — данас се пружа могућност да родитељи који нису били свесни сопствених генетских стања, сада могу да открију ову болест генетским испитивањем укључујући и атипичне облике генске делеције (делецијску мутацију), што увећава број случајева овог синдрома.

## Клиничка слика
Симптоми Диџорџовог синдрома уочљиви су одмах након рођења, нарочито они који се односе на урођене срчане мане. У клиничкој слици углавном доминирају ови симптоми знаци болести:
- конгениталним аномалијама срца,
- недостатком или хипоплазијом тимуса (уз имунодефицијенцију и честе инфекције),
- хипопаратиреоидизмом с последичном хипокалцемијом,
- гастроинтестиналним проблемима,
- успореним психомоторним развојем,
- стигматама лица и главе,
- склоношћу ка развоју психијатријских поремећаја и криза свести.

Могући клинички налази и њихова учесталост најбоље је сажета у доњој табели на основу података Кобринског и других објављених у Ланцету 2007. године.
| Учесталост клиничких налаза код пацијената са Диџорџов синдром или делецијом 22К11.2. | Учесталост клиничких налаза код пацијената са Диџорџов синдром или делецијом 22К11.2. |
| Клинички налази                                                                       | Фреквенција                                                                           |
| ------------------------------------------------------------------------------------- | ------------------------------------------------------------------------------------- |
| Срчане аномалије                                                                      | 49-83%                                                                                |
| Хипокалциемија                                                                        | 17-60%                                                                                |
| Недостатак хормона раста                                                              | 4%                                                                                    |
| Непчане аномалије                                                                     | 69-100%                                                                               |
| Бубрежне аномалије                                                                    | 36-37%                                                                                |
| Офталмолошке аномалије                                                                | 7-70%                                                                                 |
| Неуролошке аномалије                                                                  | 8%                                                                                    |
| Аномалије вратне кичме                                                                | 40-50%                                                                                |
| Аномалије доњих удова                                                                 | 15%                                                                                   |
| Кашњење говора                                                                        | 79-84%                                                                                |
| Кашњење у развоју одојчета                                                            | 75%                                                                                   |
| Застој развоја у детињству                                                            | 45%                                                                                   |
| Бихевиорални или психијатријски проблеми                                              | 9-50%                                                                                 |

## Дијагноза
Диџорџов синдром је могуће открити пре рођења или током раног развоја, што је од значаја за предузимање превентивних и терапијских мера. Међутим због многих других симптома, најчешће је дијагностика повезана са бројним дијагностичким процедурама које могу на крају да открију овај синдром.
Симптоми се најчешће јављају док су деца још у породилишту (цијаноза, симптоми срчане мане итд.), а могу се испољити и после неколико недеља или месеци. Код неких болесника проблем се дијагностикује тек у одраслом добу, због кашњења у развоју говора или проблема са исхраном. То указује на велику варијацију симптома у оквиру овог синдрома (па то треба имати у виду током дијагностике).
Резултати FISH анализе код Диџорџовог синдрома

## Терапија
Терапија се заснива на:
- дуготрајном стимулативном лечење,
- третману криза свести и психијатријских поремећаја,
- интензивном психијатријском и дефектолошком лечење и саветодавном раду са родитељима.

## Прогноза
Прогноза је променљива и зависи од тежине болести. Иако се срчани проблеми побољшавају након операције код већине пацијената, и велика већина беба има успешну корекцију срчаних болести и скоро нормалан животни век. Међутим срчане малформације и даље остају главни узрок смрти у првој години живота одојчета. Стопа смртности одојчади је релативно ниска (~ 4%), док је стопа смртност код одраслих нешто већа него просечна смртност у однсоу на остатак одрасле популације.
Иако уз правовремену дијагнозу и лечење већина деце преживи и доживи одрасло доба, ипак та деца касније постају особе са посебним потребама, којима су неопходни стална брига и надзор (због менталне ретардације, криза свести, неуролошких и психијатријских поремећаја).
Прогноза говорних проблема је добра уз одговарајуће интервенције, а учесталост пратећих инфекција с временом опада.